# Álvar Núñez Cabeza de Vaca
Álvar Núñez, detto Cabeza de Vaca (Jerez de la Frontera, 1490 – Siviglia, 1559), è stato un condottiero, scrittore e avventuriero spagnolo.

## Biografia
Il soprannome Cabeza de Vaca gli deriva da un antenato, Pedro de Vera, che utilizzò il teschio di una mucca per segnalare un passaggio alle truppe spagnole nella guerra contro i Mori. De Vera successivamente riuscì a strappare le Canarie al Portogallo e a colonizzarne gli abitanti. 
Cabeza de Vaca cresce quindi in un determinato ambiente, abituato ad avere schiavi di colore. Viene avviato alla carriera militare e raggiunge l'America nel 1527, aggregato ad una spedizione diretta in Florida e guidata dal conquistador Pánfilo de Narváez, un personaggio di cui il re non si fida a causa di episodi precedenti. Cabeza de Vaca viene quindi mandato sia come soldato che come tesoriere di fiducia della corona. La spedizione è un disastro: rimangono impantanati nell'entroterra, decidendo poi di raggiungere il Messico che credevano vicino, ma che in realtà distava duemila miglia.
Arrivati in Texas i superstiti si sparpagliarono nel territorio della tribù nomade degli Han Capoque (cacciatori - raccoglitori).

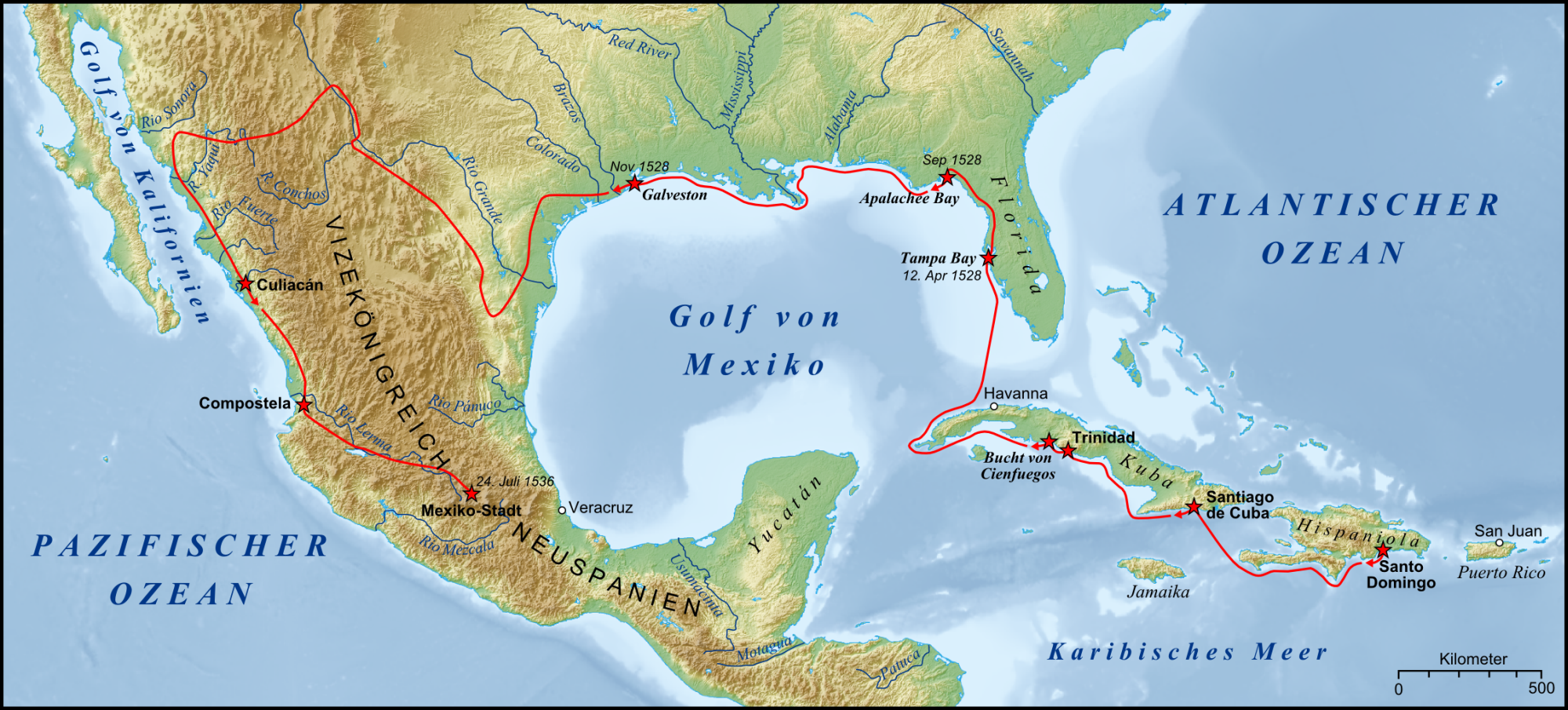
Percorso della spedizione Narváez guidata da Pánfilo de Narváez a cui aveva partecipato Cabeza de Vaca.

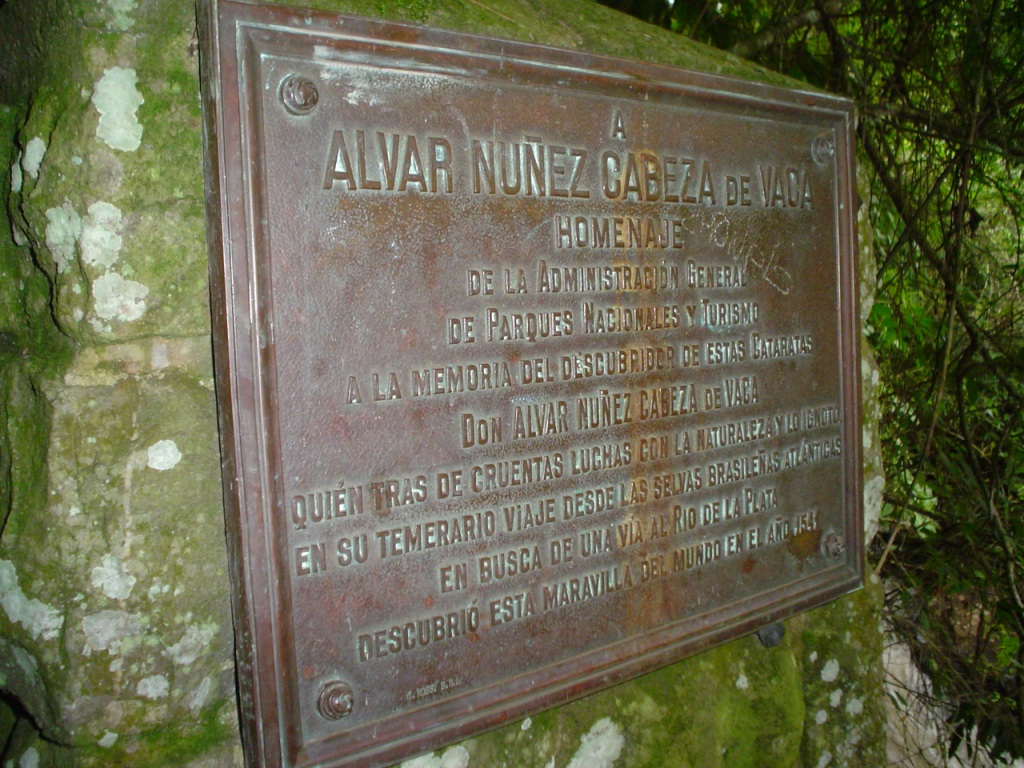
Targa commemorativa dedicata al Alvar Nuñez Cabeza de Vaca per la scoperta delle Cascate dell'Iguazú.

All'inizio Cabeza de Vaca, in quanto bianco, viene tenuto in gran considerazione, ma poi, saputi di episodi di cannibalismo da parte di altri spagnoli, il rapporto cambia e vengono fatti prigionieri.
I sei anni di prigionia finiscono quando rincontra tre dei suoi vecchi compagni: due spagnoli - Andrés Dorantes e Alonso del Castillo Maldonado e lo schiavo di Dorante, Estevan, di origini marocchine.
Quest'ultimo sarà l'unico che riuscirà ad interagire coi nativi, facendo da intermediario fra i due mondi. Alla fine riescono a fuggire, prendendo verso ovest alla ricerca di altri spagnoli.
Il viaggio verso Città del Messico durerà ben otto anni. Sono i primi europei che riescono ad attraversare l'America, partendo dalla Florida e arrivando in Messico. Vivere per un periodo così lungo in condizioni estreme, porterà Cabeza de Vaca a riflettere su ciò che è stata la sua vita sino a quel momento e riconsiderare il concetto di civiltà che gli europei impongono ad altri uomini. Nel corso del lungo viaggio, grazie alla loro fama di guaritori che li precede, si uniscono a loro diversi indigeni. A Cabeza de Vaca viene infatti attribuita la prima operazione chirurgica in suolo americano.
Dopo l'incontro con un indigeno che indossava ornamenti di provenienza spagnola (in particolare una fibbia di una cintura, portata come ciondolo), riesce a trovare altri spagnoli. Si tratta della spedizione di Diego de Alcaraz, che aveva lo scopo di catturare degli schiavi.
Avvenuto l'incontro, Alcaraz tentò di convincere Cabeza de Vaca a schiavizzare i suoi seguaci, ma la richiesta fu respinta e il suo rifiuto  gli costò l'imprigionamento. Fu rispedito in Spagna nel 1537.
Nonostante questo episodio, riesce a farsi affidare una spedizione in Paraguay, dove ritrova  l'atteggiamento sfruttatore della Spagna. Per la sua condotta ostile alla corona viene prima fatto rientrare in patria e poi esiliato in Algeria ad Orano nel 1545. Graziato dopo otto anni di esilio tornò in patria, a Siviglia, dove morirà.

## INaufragi
Tutte queste esperienze fanno nascere la Relazione indirizzata a Carlo V dal titolo Naufragios y relación de la jornada que hizo a la Florida, conosciuta in italiano sotto il titolo di Naufragi. Ne esistono due edizioni: una del 1542 finita in Paraguay che include gli otto anni trascorsi in America, e l'altra del 1545 scritta in esilio che integra la prima con l'esperienza in Paraguay.
Cabeza de Vaca decide di riportare ciò che ha vissuto senza la sudditanza psicologica che gli poteva derivare dal fatto che il suo destinatario era il re. Propone degli spunti di riflessione e alcuni velati suggerimenti. Il suo tentativo consiste nel cercare di conoscere le popolazioni native americane senza giudicarle. Abbandona ogni pregiudizio. Sceglie di portare l'attenzione del re verso certe tematiche dense di significato (le qualità delle popolazioni per esempio). Il re utilizzò questa Relazione come bagaglio di informazioni, senza considerare minimamente i consigli dell'autore. Durante il suo viaggio Cabeza de Vaca effettua un processo di decolonizzazione: rimuove la sua sovrastruttura del colonialista e diventa un qualcuno che si mette allo stesso livello delle popolazioni che incontra. Invece di conquistare viene conquistato da ciò che vede e ciò che sente.

## Opere
- Naufragi, A cura di Luisa Pranzetti. Introduzione di Cesare Acutis, La Rosa, 1980.
- Naufragi, traduzione di e cura di L. Pranzetti, Introduzione di Cesare Acutis, Collana Gli struzzi n.361, Torino, Einaudi, 1989, ISBN 978-88-06-11555-5.
- Naufragi. Versione in italiano corrente, traduzione di Daniele Lucchini, Finisterrae, 2025, ISBN 979-12-23-91030-6.